# Pastinaca arvensis
Pastinaca arvensis är en flockblommig växtart som beskrevs av Ernst Gottlieb von Steudel. Pastinaca arvensis ingår i släktet palsternackor, och familjen flockblommiga växter. Inga underarter finns listade i Catalogue of Life.